# Uvala V. Duba
Uvala V. Duba este o arie protejată (sit de importanță comunitară — SCI) din Croația întinsă pe o suprafață de 6,14 ha, integral marine.

## Localizare
Centrul sitului Uvala V. Duba este situat la coordonatele 43°10′22″N 17°10′51″E / 43.172903°N 17.180861°E.

## Înființare
Situl Uvala V. Duba a fost declarat sit de importanță comunitară în iulie 2013 pentru a proteja un număr necunoscut de specii din flora spontană și fauna sălbatică aflate în arealul zonei.

## Biodiversitate
Situată în ecoregiunea marină mediteraneană, aria protejată conține 1 habitat natural: Terase mlăștinoase și terase nisipoase neacoperite de apă la reflux.
La baza desemnării sitului se află un număr nedeclarat de specii protejate.